# 네바팀 공군기지

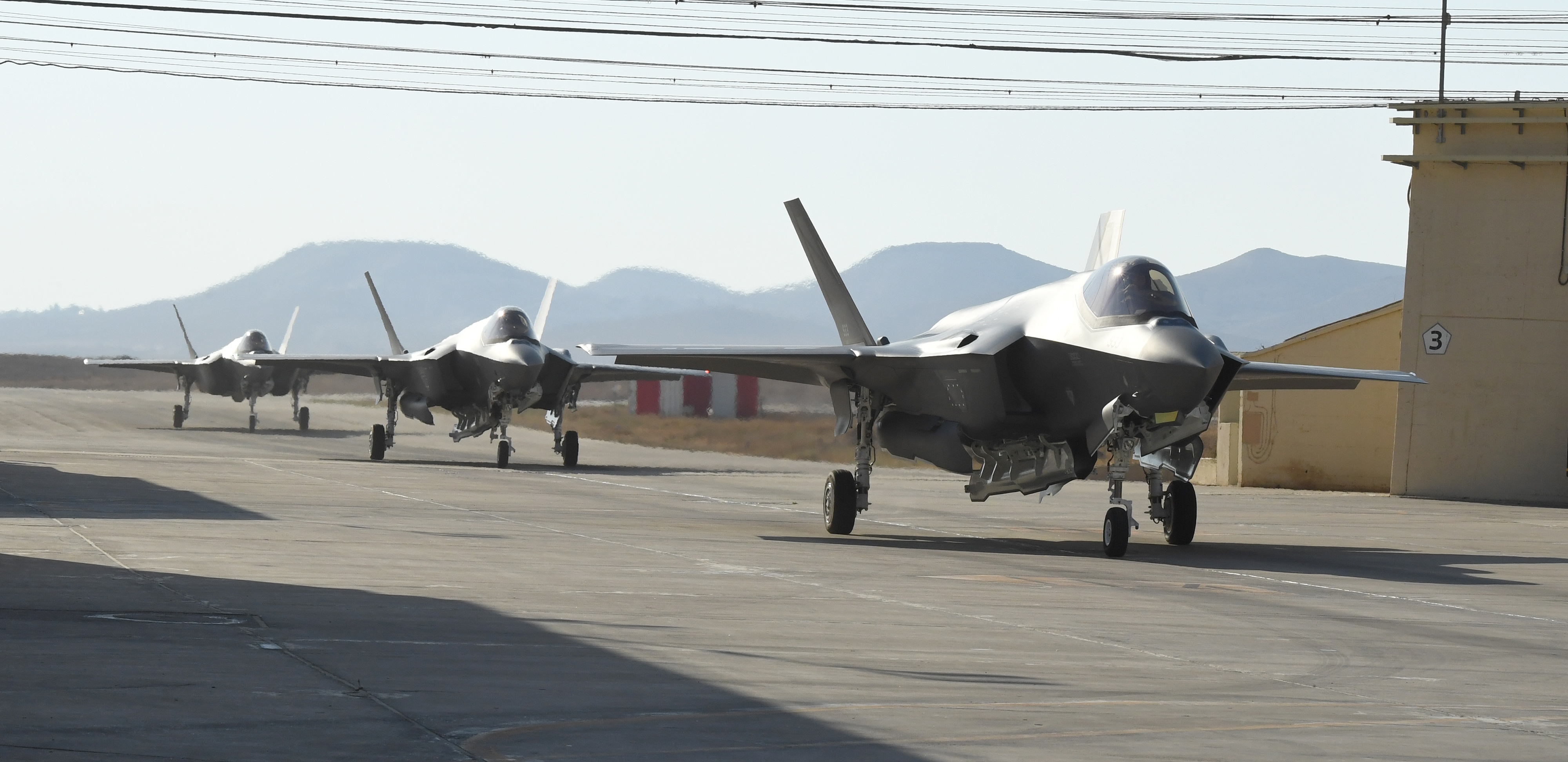
네바팀 공군기지의 F-35I 스텔스 전투기

네바팀 공군기지는 이스라엘 중부에 위치한 공군기지이다.

## 역사
베르셰바 남동쪽, 네바팀 마을 인근에 위치해 있다.
팔레스타인 가자 지구에서 동쪽으로 65 km 떨어져 있다.

### F-35
이스라엘은 오는 2024년까지 모두 50대의 F-35A 스텔스 전투기를 도입한 후 중부 네바팀 공군기지 등에 분산 배치해 운영할 계획이다. 특히 네바팀 공군기지에는 F-35 전용 정비 지원 시설이 들어서 모든 정비작업이 이스라엘 국내에서 진행된다. 다른 도입국 대부분이 정비는 자국이 아닌 지역 정비센터에서 하게 되는 것에 비하면 큰 이점이 있다.

## 부대
- 제103 비행대대 "Elephants" – C-130J 수송기
- 제116 비행대대 "Lions Of The South" – F-35I 2번째 비행대대
- 제120 비행대대 "Desert Giants" – 보잉 707 공중급유기
- 제122 비행대대 "Nachshon" – 걸프스트림 G550 AWACS/AEW 조기경보기
- 제131 비행대대 "Yellow Bird Knights" – C-130E/H 수송기
- 제140 비행대대 "Golden Eagle" – 이스라엘 F-35I 최초의 비행대대